# Liste der Monuments historiques in Antigny (Vienne)
Die Liste der Monuments historiques in Antigny (Vienne) führt die Monuments historiques in der französischen Gemeinde Antigny auf.

## Liste der Bauwerke
| Bezeichnung           | Beschreibung                              | Standort | Kennzeichnung | Schutzstatus | Datum | Bild           |
| --------------------- | ----------------------------------------- | -------- | ------------- | ------------ | ----- | -------------- |
| Kirche Notre-Dame     | Erbaut im 15. Jahrhundert                 | (Lage)   | PA00105330    | Classé       | 1913  | weitere Bilder |
| Château de Boismorand | Schloss, erbaut Ende des 15. Jahrhunderts | (Lage)   | PA00105329    | Classé       | 1962  |                |
| Totenlaterne          | Erbaut im 13./14. Jahrhundert             | (Lage)   | PA00105331    | Classé       | 1984  | weitere Bilder |

## Liste der Objekte

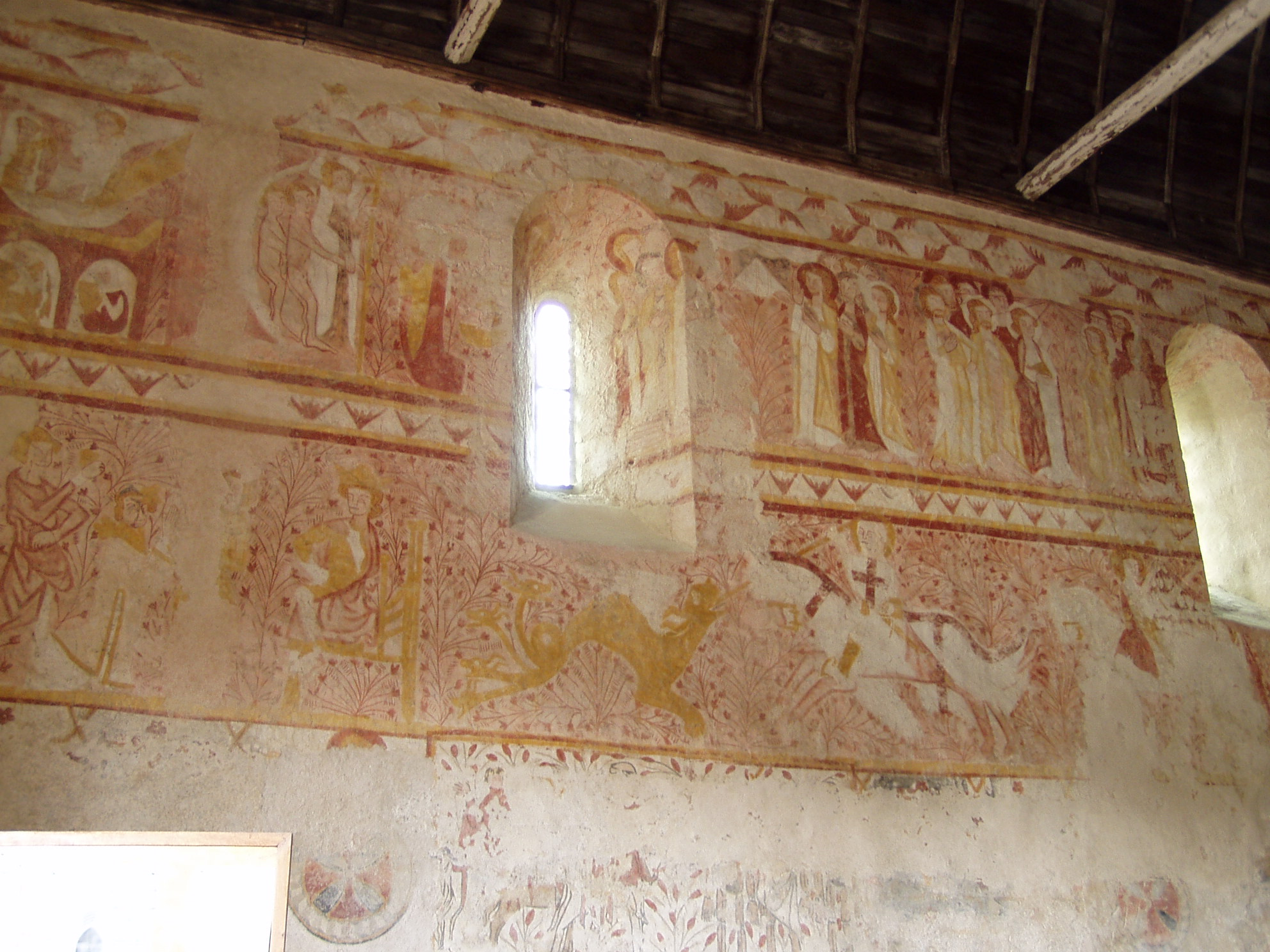
Fresken in der Kirche Notre-Dame

- Monuments historiques (Objekte) in Antigny (Vienne) in der Base Palissy des französischen Kultusministeriums